# Pseudobrimus congoanus
Pseudobrimus congoanus là một loài bọ cánh cứng trong họ Cerambycidae.